# Escut de Txèquia
L'escut de la República Txeca (en txec Státní znak České republiky), adoptat el 1993 arran de la dissolució de Txecoslovàquia, presenta les armories de les tres regions històriques que han format la nació: Bohèmia, Moràvia i Silèsia.
L'escut és quarterat, amb les armes de Bohèmia que es repeteixen al primer i al quart quarters: de gules, un lleó d'argent amb la cua bifurcada, coronat, lampassat i armat d'or; el lleó de Bohèmia, que es remunta al segle xii, ja representava anteriorment l'estat txecoslovac, que duia afegit un escussó amb les armes d'Eslovàquia. Al segon quarter apareixen les armes de Moràvia des del segle xiii: d'atzur, una àguila escacada de gules i argent, coronada, becada, linguada i armada d'or. Finalment, el tercer quarter són les armes de Silèsia, també del segle xiii, tot i que només una petita part del sud-est d'aquest país forma part de la República Txeca, actualment integrat majoritàriament dins de Polònia: d'or, una àguila de sable, coronada d'or, becada, linguada i armada de gules, carregada al pit amb un muntant trevolat i creuat d'argent.

Versió simplificada

Hi ha una versió simplificada d'aquestes armes quarterades, formada tan sols per l'escut de Bohèmia, que es fa servir als segells de l'administració.